# St. Maria Magdalena (Elsfleth)
St. Maria Magdalena ist die kleinere der beiden römisch-katholischen Kirchen der Seelsorgeeinheit Brake / Elsfleth in Niedersachsen. Sie steht unter dem Patrozinium der Hl. Maria Magdalena und gehört zum Dekanat Oldenburg im Bistum Münster. Das Gotteshaus in Elsfleth ist eine Saalkirche im Stil der Moderne und bietet 100 Gläubigen Platz. 

## Geschichte
Die Einwohnerzahl von Elsfleth stieg nach dem Zweiten Weltkrieg vor allem wegen der zahlreichen Vertriebenen und Ostflüchtlinge stark an, so dass auch ca. 1.300 Menschen katholischen Glaubens in dieser Region eine neue Heimat fanden. Für die meistens aus Schlesien stammenden Katholiken entstand zunächst eine kleine Kapelle, die nach dem Vorbild der Pfarrkirche im schlesischen Maifritzdorf den Namen „St. Maria Magdalena“ erhielt. Weil die Kapelle viel zu klein war, feierte man die Gottesdienste meistens in der evangelischen Kirche in Elsfleth.
Für den 1948 errichteten Seelsorgebezirk Elsfleth wurde 1949 nach den Plänen des Architekten Carolus Antonius Kugelmann ein eigenes Gotteshaus als schlichter Sandsteinbau mit einem aufgesetzten kleinen Glockenturm errichtet.
Am 13. September 2009 fusionierten die Kirchengemeinde St. Marien (Brake) und die Kapellengemeinde St. Maria Magdalena (Elsfleth) zur neuen Pfarrgemeinde St. Marien (Brake).
Am 1. Januar 2024 schlossen sich die Pfarreien St. Marien (Brake), St. Benedikt (Jever), St. Willehad (Nordenham), St. Bonifatius (Varel), St. Willehad (Wangerooge) sowie St. Willehad (Wilhelmshaven) zusammen zum Katholischen Kirchengemeindeverband Pastoraler Raum Wilhelmshaven.

## Glocken
Die katholische Gemeinde Follmersdorf, Kreis Frankenstein in Niederschlesien, besaß vor 1945 zwei Kirchenglocken. Diese Glocken wurden zum Ende des Zweiten Weltkriegs abgenommen, aber nicht eingeschmolzen, sondern auf dem Hamburger Glockenfriedhof bis 1950 gelagert.
Während die größere Glocke verschollen ist, entdeckte in Hamburg ein Priester aus Elsfleth die 1601 von Peter Herel gegossene kleinere Glocke, die die Kreuzigungsszene zeigt und die Inschrift „Gottes Wort bleibet ewig“ trägt. Das Offizialat Vechta teilte diese Glocke 1951 der Kirche St. Maria Magdalena zu. Nach der Montage wurde die Glocke am 7. Oktober 1951 erstmals in Elsfleth geläutet.

## Orgel
Für das Gotteshaus St. Maria Magdalena wird als Ersatz für ein Harmonium eine von Herbert Kruse (Lohne) um 1950 erbaute einfache Orgel (I/4) eingesetzt. Das Schleifladen-Instrument hat vier Register und nur ein einziges Manual (C - e3). Die Spieltraktur und die Registertraktur sind mechanisch. Die durch Vandalismus beschädigte Orgel wurde 2014 repariert.